# Kalcificirajući tendinitis
Kalcificirajući tendinitis je poremećaj koji se očituje nakupljanjem kalcijeva hidrokisapatita u bilo kojoj tetivi mišića u tijelu. Najčešće se nakuplja u tetivama mišića rotatorne manšete, što uzrokuje bol i upalu. 
Uzrok bolesti nije poznat. Za vrijeme odlaganja hidroksiapatita (formativna faza bolesti) bolesnik osjeća neznatne tegobe, uglavnom neugodnosti. Nakon formativne faze, slijedi razdoblje neaktivnosti. U fazi reapsorpcije kristala hidroksiapatita iz tetive, bolesnik osjeća bol koja smanjuje pokretljivost zgloba i koja se pojačava ako bolesnik leži na bolesnom ramenu. 
U liječenju bolesti koriste se različiti postupci:
- smanjenje unosa kalcija prehranom - pokazalo se vrlo učinkovito kod nekih bolesnika
- povećanje unosa magnezija - male količine Mg mogu uzrokovati povećanje odlaganja Ca
- analgetici i nesteriodni protuupalni lijekovi - korisni su do određene granice
- fizikalna terapija - terapija ledom (krioterapija) i toplinom kako bi olakšali tegobe
- ultrazvuk - engl. Extracorporeal shock wave therapy (ECSW) na nepoznat način uklanja tegobe kod dijela bolesnika
- kirurgija - kirurško uklanjanje depozita
- pod lokalnom anestezijom naslage kalcija mogu se usitiniti iglom i onda aspirirati